# Ilıpınar
Koordinaten: 40° 28′ 5,6″ N, 29° 18′ 31,6″ O
Ilıpınar bedeutet „lauwarme Quelle“ und ist der Name eines Siedlungshügels im Bereich des İznik Gölü. Es handelt sich dabei um einen Hügel von 5 bis 7 m Höhe und rund 200 m Durchmesser. Der Ort war seit spätneolithischer Zeit besiedelt und wurde bis ins frühe Mittelalter genutzt. Er wurde unter Leitung von Jacob Roddenberg vom Niederländischen Institut in Istanbul ausgegraben.
Der Ort wurde in der Nähe einer Quelle gegründet und bestand zunächst aus einem Dutzend rechteckiger Häuser von 30 m² Grundfläche und ohne Binnengliederung. Im Laufe der Zeit wuchs der Ort an, wodurch ein komplexes Straßennetz zwischen den Häusern entstand. Die Häuser wurden von etwa 10 cm starken Pfosten getragen, die Wände bestanden aus Lehmflechtwerk. Dazwischen standen Häuser mit Lehmziegelmauerwerk, die jedoch im Laufe der Zeit immer seltener wurden. Einige Häuser hatten eine Holzsubstruktion als Feuchtigkeitsschutz. Während sich in den Häusern Herdstellen und Vorratsbehälter sowie Mahlsteine fanden, waren Öfen immer außerhalb der Gebäude platziert.
In den späteren Siedlungsphasen wurde das Lehmflechtwerk der Häuser durch Lehmziegelmauern ersetzt. Diese Gebäude hatten durchschnittlich 16 m² Grundfläche, jedoch ein zweites Stockwerk. Im Süd- und Nordwesten des Hügels waren solche Gebäude um eine Freifläche angeordnet. Geochemische Untersuchungen zeigten, dass dort zumindest zeitweise Vieh gehalten wurde.
Nach dem Ende dieser Phase folgte ein kurzer Hiatus und dann eine Siedlung mit eingetieften, saisonal benutzten Gebäuden.